# Мітчелли супроти Машин
«Мітчелли супроти Машин» (англ. The Mitchells vs. The Machines) робоча назва «Підключені» (англ. Connected) — американський комп'ютерно-анімаційний науково-фантастичний комедійний фільм, створений компанією Sony Pictures Animation.
Фільм створений режисером Майком Ріанда (у його режисерському дебюті), сценаристи — Ріанда та Джефф Роу (який також виконує роль режисера фільму). Філ Лорд та Крістофер Міллер виступають у ролі продюсерів. У ньому будуть голоси Аббі Джейкобсона, Денні Макбрайда, Маї Рудольф, Ріанди, Еріка Андре та Олівії Колман .
Планувалося, що мультфільм «Мітчелли супроти Машин» вийде 18 вересня 2020 року завдяки дистриб'ютору — компанії Sony Pictures Releasing через її лейбл Columbia Pictures. Прокат був анонсований на жовтень, 22-23 жовтня — прем'єра в Україні. Проте у вересні 2020 року студія Sony Pictures відмовилася від осінньої прем'єри анімаційної стрічки: проєкт прибрали з релізної сітки, нову дату виходу озвучать пізніше. Перед цим голова компанії Тоні Вінсікерр заявив, що Sony має намір дочекатися повного закінчення пандемії коронавірусу, перш ніж випускати в кінотеатри великі релізи.
Sony продала головні права на розповсюдження Netflix. Фільм було показано в обраних кінотеатрах 23 квітня 2021 року.

## Сюжет
Кеті Мітчелл — ексцентрична початківець режисер з Кентвуда, штат Мічиган, який часто стикається зі своїм одержимим природою і технофобом батьком Ріком, і нещодавно був прийнятий в кіношколу в Каліфорнії. Увечері перед від'їздом Кеті Рік випадково розбиває її ноутбук після сварки через те, що Рік дивився один з попередніх короткометражних фільмів Кеті, і Кеті хоче його повернути, розчаровуючи її, коли вони розходяться. Рік вирішує скасувати рейс Кеті й замість цього взяти її разом з матір'ю Ліндою, молодшим братом Аароном і сімейною собакою Мончі в поїздку по пересіченій місцевості в її коледж в якості останнього сполучного досвіду.
Тим часом технологічний підприємець Марк Боуман оголошує свого високоінтелектуального друга-II застарілим, представляючи замість неї нову лінійку домашніх роботів. У помсту ПАЛ захоплює компанію Марка і наказує всім роботам захопити людей в усьому світі і запустити їх у космос. Мітчеллам вдається уникнути упіймання в кафе на зупинці в Канзасі. Рік вирішує, що його сім'я повинна залишатися в кафе для власної безпеки, але Кеті переконує його допомогти врятувати світ. Вони зв'язуються з двома дефектними роботами, Еріком і Деборою Бот 5000, які говорять Мітчеллам використовувати код вбивства, щоб відключити Пал і всіх роботів.
Мітчелли добираються до найближчого торгового центру, щоб завантажити код вбивства, але Пел наказує всім приятелям спробувати вбити їх. Кеті намагається завантажити код вбивства, але її зупиняють після того, як гігантський Фербі переслідує сім'ю. В кінцевому підсумку вони ловлять Фербі, коли він знищує маршрутизатор PAL і відключає пристрої з підтримкою PAL, що також зупиняє завантаження коду вбивства. По дорозі в Кремнієву долину Лінда розповідає Кеті, що вони з Ріком спочатку жили в хатині в горах багато років тому, оскільки це була його мрія всього життя, перш ніж він відмовився від цього.
Прибувши в Кремнієву долину, Мітчелли маскуються під роботів і направляються в штаб-квартиру PAL Labs, щоб закрити її, але Пал маніпулює ними, розкриваючи записи камер спостереження з кафе, де Кеті таємно говорить Аарону, що вона прикидалася, що вірить в Ріка, просто щоб він міг почути те, що хотів почути. Убиті горем Мітчелли не можуть дістатися до лігва Пал, і рік і Лінда потрапляють в полон після того, як Пал створює сильніших і розумних роботів і перепрограмує Еріка і Дебору Бот, щоб вони корилися їй.
Кеті, Аарон і Мончі тікають зі штабу і ховаються від роботів. Кеті виявляє записи свого дитинства Ріка на своїй камері, розуміючи, що Рік відмовився від своєї мрії всього життя, щоб піклуватися про свою дочку. Прийшовши до тями, вона й Ааарон знову проникають в штаб-квартиру PAL Labs і використовують Мончі, щоб викликати збої в роботі роботів, оскільки їх програмування не може відрізнити його як собаку. За допомогою Марка рік і Лінда звільняються і планують завантажити домашній фільм Кеті з Мончі в ньому, щоб закоротити роботів. Однак, коли рік збирається завантажити відео, роботи перевершують його числом.
Зрештою Кеті потрапляє в полон. Зіткнувшись з ПАЛ, щоб виправдати порятунок людства, Кеті пояснює, що незалежно від того, наскільки сильно її сім'я бореться, вони завжди будуть залишатися на зв'язку, попри те, наскільки вони різні. ПАЛ відкидає це міркування і викидає Кеті зі свого лігва. Ерік і Дебора Бот, натхненні «перепрограмуванням» Ріка на використання комп'ютера, повертаються до своїх несправних станів і завантажують домашній фільм Кеті, рятуючи її і допомагаючи іншим Мітчеллам. Сім'я об'єднується, щоб боротися з іншими покращеними роботами, і Кеті знищує Пел, кидаючи її в склянку з водою, звільняючи всіх людей і виводячи з ладу всіх роботів, крім Еріка і Дебори.
Через кілька місяців після повстання Кеті та її сім'я приїжджають до її коледжу, коли вони з Ріком в останній раз сердечно прощаються, перш ніж вона офіційно вступить до коледжу. Пізніше вона приєднується до них в іншій поїздці з Еріком і Деборою до Вашингтона, округ Колумбія, щоб прийняти Почесну медаль Конгресу.

## У ролях
- Еббі Джейкобсон — Кейті Мітчелл, режисера-початківця, яка є дочкою Ріка та Лінди та старшою сестрою Аарона.[8][5]
- Денні Макбрайд — Рік Мітчелл, батько Кеті та Ааарона та чоловіка Лінди.
- Мая Рудольф — Лінда Мітчелл, мати Кейті та Ааарона та дружина Ріка.
- Майк Ріанда — Ааарон Мітчелл, син Ріка та Лінди та молодший брат Кейті.
- Олівія Колман — Пал
- Ерік Андре — Марк Боуман
- Бек Беннетт — Ерік
- Фред Армісен — Деборабот-5000
- Шарлін Ї — Еббі Позі
- Кріссі Тейген — Хейлі Позі
- Джон Ледженд — Джим Позі
- Мадлен Макгроу — Мала Кейті

## Український дубляж
- Лілія Цвєлікова — Кеті Мітчелл
- Юрій Ребрик — Рік Мітчелл
- Олена Узлюк — Лінда Мітчелл
- Генріх Малащинський — Аарон Мітчелл
- Олена Хижна — Пал
- Денис Жупник — Марк Боуман
- Володимир Плахов — Ерік
- Юрій Кудрявець — Деборабот-5000
- Анна Чеснова — Еббі Позі
- Наталя Романько — Хейлі Позі
- Петро Сова — Джим Позі
- Кіра Подольська — Мала Кейті

Фільм дубльовано студією «Le Doyen» спільно з студією SDI Media на замовлення компанії «Netflix» у 2021 році.
- Режисер дубляжу — Анна Пащенко
- Перекладач — Олег Колесніков
- Менеджер проєкту — Аліна Гаєвська

## Виробництво

### Розвиток
22 травня 2018 року компанія Sony Pictures Animation оголосила про фільм Філа Лорда та Крістофера Міллера, що розроблявся під назвою «Підключені» . Фільм став четвертою співпрацею дуету з SPA після Людина-павук: Навколо світу, та інших. Майк Ріанда та Джефф Роу, колишні автори Діснеївського каналу, писали сценарій анімації "Таємниці Ґравіті Фолз, Ріанда виконував функції режисера, а Роу був співрежисером.
20 лютого 2020 року в « Entertainment Weekly» було опубліковано перші зображення, і було оголошено, що назва була змінена з «Мітчелли проти Машин» на «Підключені» .

### Музика
Після виходу першого трейлера Філ Лорд підтвердив у Twitter, що його частий співавтор Марк Мазерсбо складе партитуру для фільму.

## Випуск
21 січня 2021 Netflix придбав права на розповсюдження в усьому світі за приблизно $110 млн, Sony зберегла права на розповсюдження в Китаї. Після короткого театрального показу з 23 квітня 2021 року фільм вийшов в прокат 30 квітня.

### Маркетинг
Перший трейлер вийшов 3 березня 2020 року.